# Matej Kopecký
Matej Kopecký (* 9. června 1990, Nitra) je slovenský fotbalový brankář, v současnosti působí v FC Nitra.

## Fotbalová kariéra
Svoji fotbalovou kariéru začal v FC Nitra, kde s výjimkou hostování v FK Púchov v roce 2011, působí dodnes. V týmu vykonává pozici druhého respektive třetího brankáře.